# Brandon Routh
 (novembre 2021).
Pour les articles homonymes, voir Routh.
Brandon James Routh est un acteur américain, né le 9 octobre 1979 à Des Moines (Iowa).
Il se fait connaître grâce au rôle de Clark Kent dans Superman Returns (2006), rôle qu'il reprend ensuite lors du crossover de l'Arrowverse Crisis on Infinite Earths (2019/2020).

## Biographie

### Jeunesse
Brandon Routh naît le 9 octobre 1979 à Des Moines, en Iowa. Il grandit dans la ville voisine de Norwak.

### Carrière

#### Révélation et progression discrète (années 2000)
En 1999, Brandon Routh commence sa carrière d'acteur dans des séries pour adolescents : un épisode de la comédie Merci les Filles ! et les quatre épisodes de Undressed.
En 2001, il apparaît dans la série Gilmore Girls. En 2003, dans Cold Case : Affaires classées et dans le sitcom Oliver Beene. En 2004, il apparait dans un épisode du sitcom Will et Grace.
En 2005, après avoir joué dans le sketch Awesometown, il est choisi par le réalisateur Bryan Singer pour incarner Superman / Clark Kent / Kal-El dans le blockbuster Superman Returns. Le film sort durant l'été 2006 et fait suite aux deux premiers opus de la franchise réalisés par Richard Donner. Le film augmente considérablement la notoriété de l'acteur. Il y donne la réplique à la star hollywoodienne Kevin Spacey et à la jeune comédienne Kate Bosworth. Le long métrage séduit la critique et réalise de bonnes entrées au box office, mais reste en dessous des attentes pour ce type de production. Il divise également les fans.
En 2008, il revient sur le grand écran, dans la controversée comédie Zack et Miri tournent un porno de Kevin Smith et portée par le tandem Seth Rogen/Elizabeth Banks ; puis en partageant l'affiche de la comédie thriller Lie to Me, avec des acteurs inconnus du grand public, dont la jeune Courtney Ford.

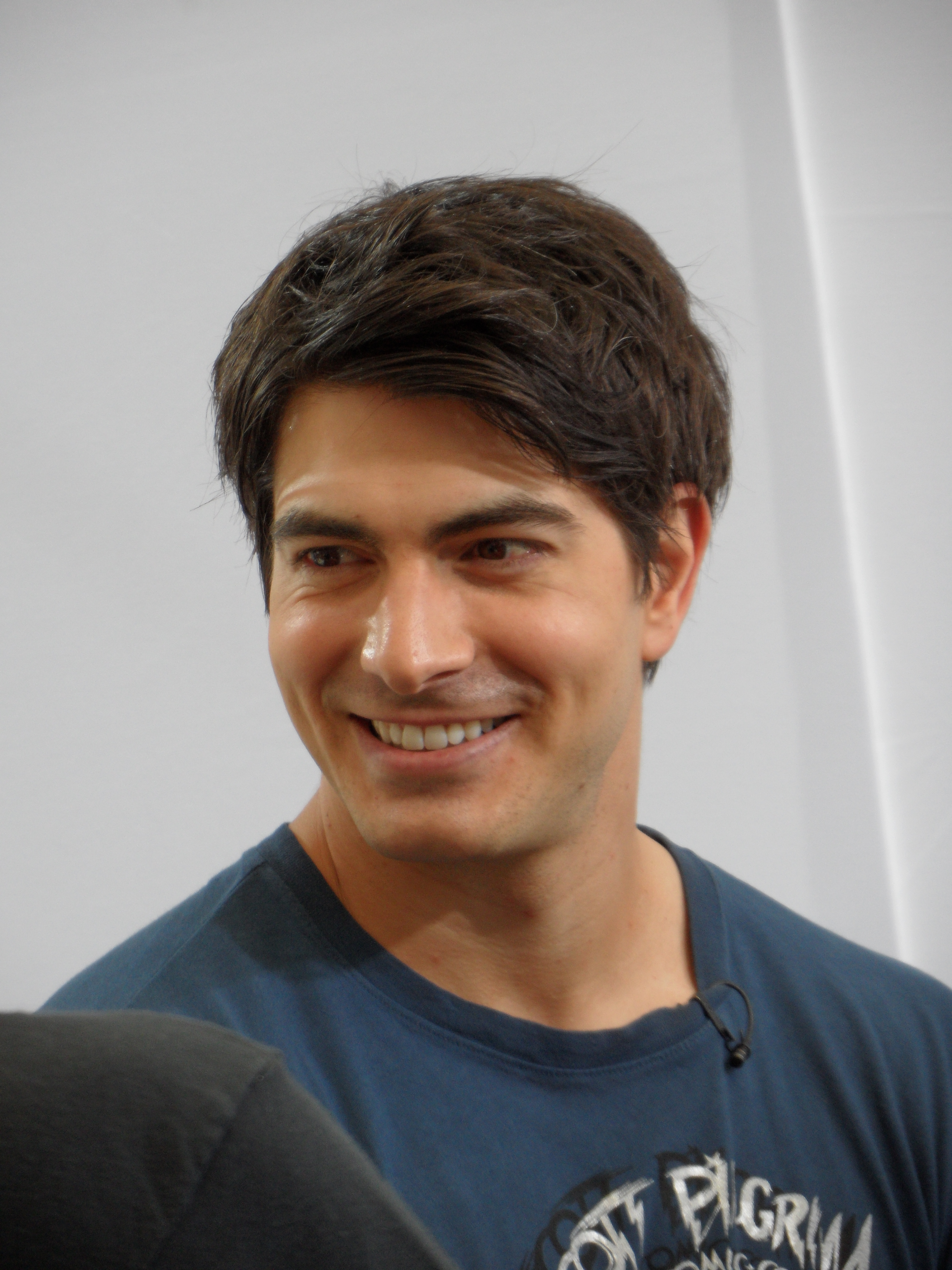
L'acteur au Comic-Con de San Diego 2010, pour la promotion de Scott Pilgrim.

En 2009, l'année est marquée par les sorties de plusieurs projets, échouant toutefois à consacrer l'acteur : la comédie romantique Table for Three, avec les acteurs de séries télévisées Jennifer Morrison, Sophia Bush et Jesse Bradford, passe inaperçue. Sort également en salle le drame choral Life Is Hot in Cracktown et la comédie d'action Stuntmen, menée par un autre acteur de télévision, Marc Blucas . La même année, l'acteur joue son propre rôle, comme d'autres stars hollywoodiennes - Sylvester Stallone et Denise Richards - dans un film indien, Kambakkht Ishq.
En 2010, il est toujours prolifique : il tient un petit rôle dans le thriller d'action No Limit, porté par Samuel L. Jackson. Il fait partie de la distribution principale de la comédie pour adolescents Miss Nobody, avec Leslie Bibb dans le rôle-titre. Il joue également le rôle-titre de la comédie d'action  Dylan Dog, qui échoue à lancer une franchise. Il incarne ensuite Todd Ingram, l'un des sept anciens petits amis de la jolie Ramona Flowers, dans l'acclamée adaptation Scott Pilgrim d'Edgar Wright.
Ensuite, il décide de se concentrer sur la télévision.

#### Retour télévisuel (années 2010)

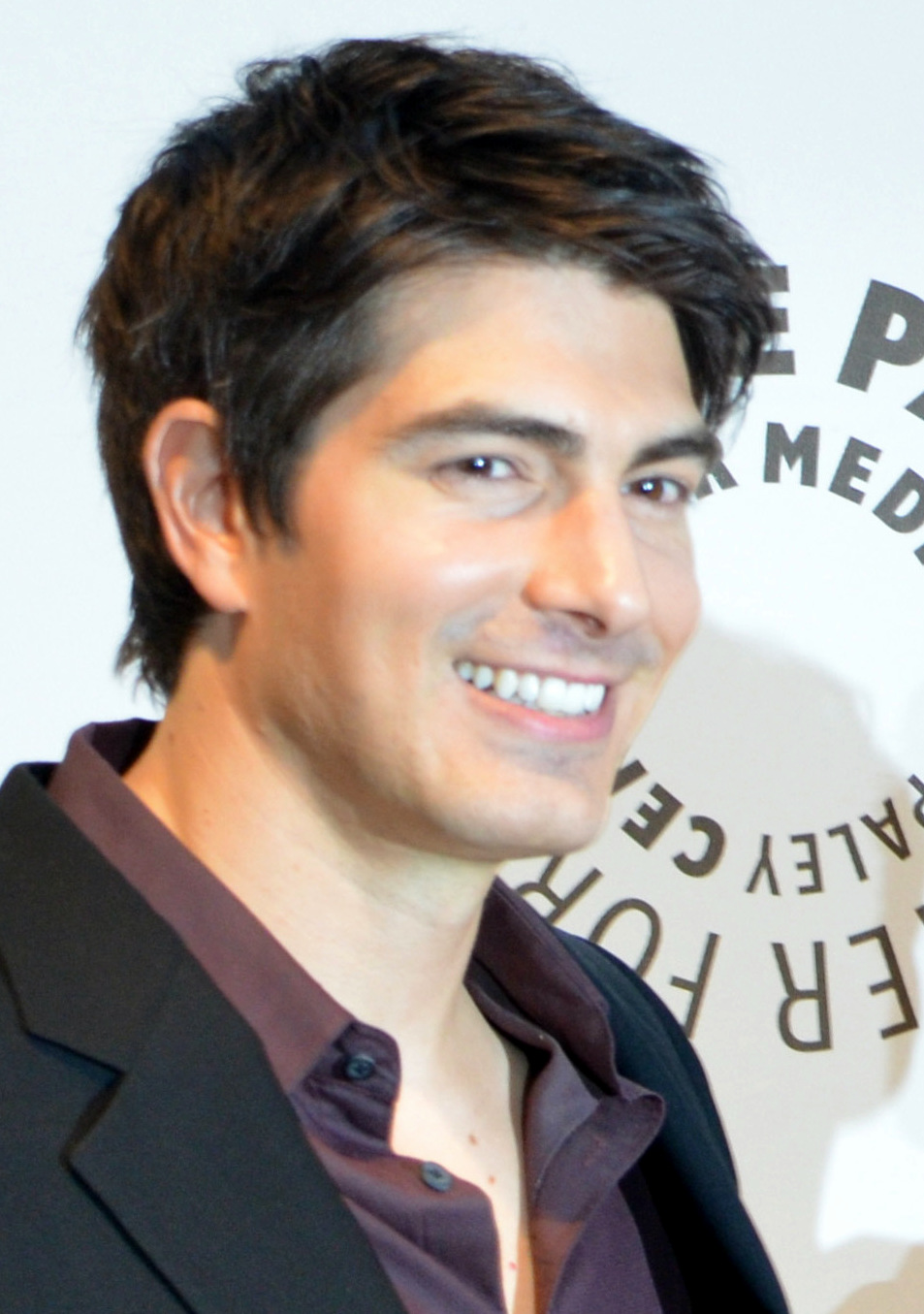
L'acteur au PaleyFest 2012, pour le lancement de Partners.

Après l'échec du pilote d'une nouvelle série, la comédie In Security, il rejoint la distribution de la série d'action Chuck, où il incarne le charismatique et mystérieux Daniel Shaw dans 11 épisodes de la troisième saison. La popularité de la série, malgré de faibles audiences, permet à l'acteur de revenir sur le devant de la scène.
En 2012, après avoir mené le drame sportif Crooked Arrows au cinéma, il est choisi pour intégrer la distribution principale de la sitcom Partners. Il y incarne Wyatt, le sexy médecin, mais néanmoins naïf conjoint, de l'un des deux protagonistes masculins. Le programme, qui lui permet aussi de retrouver Sophia Bush, ne dépasse cependant pas les 13 épisodes commandés. Il rebondit aussitôt vers une série d'action, lancée au début de 2013, sur la plateforme Crackle : Chosen. Il y prête ses traits à l'ambitieux et inquiétant Max Gregory dans 4 épisodes. Parallèlement, il garde un pied dans les sitcoms, avec des apparitions dans Enlisted, The Millers et The Exes.
En 2014, il est aussi présent au cinéma pour le mélodrame Missing William, dont il partage l'affiche avec son épouse, Courtney Ford. Il partage également l'affiche du téléfilm romantique de Noël Neuf vies pour Noël, avec l'actrice canadienne Kimberley Sustad. La même année, il joue le personnage récurrent Ray Palmer, alias The Atom. dans la troisième saison de la série Arrow, diffusée de 2014 à 2015, puis le reprend pour un épisode de la fiction dérivée The Flash. Par ailleurs, il revient en octobre 2015 dans Arrow, pour deux épisodes de la saison 4, et se prépare à intégrer la distribution principale d'une nouvelle dérivée, Legends of Tomorrow, prévue pour un lancement en septembre 2016. Le programme est un succès, et l'acteur fait ainsi partie de l'épisode évènement cross-over diffusé en novembre 2016, réunissant les héros de ces trois séries avec la nouvelle venue, Supergirl, héroïne d'une quatrième série lancée en octobre 2015. Il joue aussi ce rôle dans un épisode de Supergirl et un épisode de Batwoman.
2015 le ramène au genre de la science-fiction : il évolue d'abord dans le thriller de la chaîne Sy-Fy 400 Days, entouré de Dane Cook, Caity Lotz, Ben Feldman et Tom Cavanagh. Il mène ensuite la distribution du thriller  Lost in the Pacific, une coproduction internationale avec la Chine. Mais, il est surtout choisi pour incarner de nouveau un superhéros, Ray Palmer, alias The Atom.
En décembre 2019, l'acteur reprend son rôle de Clark Kent / Superman pour la transition de l'Arrowverse Crisis on Infinite Earths. Il y interprète une version inspirée du comics Kingdom Come. Il quitte la série au cours de la cinquième saison de Legends of Tomorrow, sur décision des scénaristes et déclarera par la suite être peu satisfait de l'arc narratif ayant mené à son départ.
En 2021, il reprend son rôle de Ray Palmer dans un épisode de la septième saison de Legends of Tomorrow, ainsi que dans deux épisodes de la huitième saison de Flash.

### Vie privée
Le 24 novembre 2007, Brandon Routh épouse Courtney Ford (qui a joué dans Dexter, quatrième saison). De cette union est né, le 10 août 2012, un garçon prénommé Leo James.

## Filmographie

### Cinéma

#### Longs métrages
- 2006 : Perverse Karla (Karla) de Joel Bender : Tim Peters
- 2006 : Superman Returns de Bryan Singer : Clark Kent / Superman
- 2008 : Zack et Miri font un porno (Zack and Miri Make a Porno) de Kevin Smith : Bobby Long
- 2008 : Lie To Me de John Stewart Muller : James
- 2009 : Les Colocataires (Table for Three) de Michael Samonek : Scott Teller
- 2009 : Kambakkht Ishq de Sabbir Khan : lui-même
- 2009 : Life Is Hot in Cracktown de Buddy Giovinazzo : Sizemore
- 2009 : Stuntmen d'Eric Amadio : Kirby Popoff
- 2010 : No Limit (Unthinkable) de Gregor Jordan : Agent Jackson
- 2010 : Scott Pilgrim (Scott Pilgrim vs. the World) d'Edgar Wright : Todd Ingram
- 2010 : Dylan Dog de Kevin Munroe : Dylan Dog
- 2010 : Miss Nobody d'Abram Cox : Milo Beeber
- 2012 : Crooked Arrows de Steve Rash : Joe Logan
- 2014 : Missing William de Kenn MacRae : James Anderson
- 2015 : 400 Days de Matt Osterman : Theo Cooper
- 2016 : Lost in the Pacific de Vincent Zhou : Mike
- 2017 : Vixen de : The Atom (voix)
- 2019 : Anastasia : Once Upon a Time de Blake Harris : Nicolas II

#### Courts métrages
- 2006 : Denial de Joel Kelly
- 2009 : Twilight Cycles d'Oz Rodriguez et Matt Villines : Edward
- 2011 : The Last Pizza Commercial de Chris McKay : Marc Thomas
- 2011 : Cost of Living de Ben David Grabinski : Silas
- 2011 : Number Nine de Joel Kelly : John
- 2018 : Suit Up : Ray Palmer / The Atom

### Télévision

#### Séries télévisées
- 1999 : Merci les filles (Odd Man Out) : Connor
- 2000 : Undressed : Wade
- 2001 - 2002 : On ne vit qu'une fois (One Life to Live) : Seth Anderson
- 2003 : Cold Case : Affaires classées (Cold Case) : Henry Philips, en 1964
- 2004 : Will et Grace (Will & Grace) : Sebastian
- 2004 : Oliver Beene : Brian
- 2005 : Awesometown : Officier Dino Wong
- 2006 : Batman : John Marlowe / L'homme exponentiel (voix)
- 2008 : Fear Itself : Bobby
- 2010 - 2011 : Chuck : Daniel Shaw
- 2012 - 2013 : Partners : Wyatt
- 2013 : Newsreaders : Miles Van Cleef
- 2013 : The Daly Show : Brandon
- 2013 - 2014 : Chosen : Max Gregory
- 2014 : The Millers : Officer Dixon
- 2014 : Enlisted : Brandon Stone
- 2014 : The Exes : Steve
- 2014 - 2020 : Arrow : Ray Palmer / The Atom
- 2015 : Impress Me : Officer Moore
- 2015 : Broken People : Slice
- 2015 - 2022 : Flash : Ray Palmer / The Atom / Clark Kent / Superman
- 2016 : Lady Dynamite : Jack Tripper
- 2016 : Vixen : The Atom (voix)
- 2016 - 2021 : Legends of Tomorrow (DC's Legends of Tomorrow) : Ray Palmer / The Atom / Clark Kent / Superman
- 2019 : Black-ish : Banner Copeland
- 2019 : Supergirl : Ray Palmer / The Atom
- 2019 : Batwoman : Ray Palmer / The Atom / Clark Kent / Superman
- 2021 : The Rookie : Le Flic de Los Angeles (The Rookie) : Doug Stanton
- 2021 : With Love : Leo
- 2023 : Code Quantum : Alexander Augustine

#### Téléfilms
- 2014 : Neuf vies pour Noël (The Nine Lives of Christmas) de Mark Jean : Zachary Stone
- 2021 : Neuf chatons pour Noël (The Nine Kittens of Christmas) de David Winning : Zachary Stone

### Jeux vidéos
- 2013 : Call of Duty : Ghosts : David « Hesh » Walker (voix)
- 2018 : Lego DC Super-Vilains : Shazam / Ray Palmer / The Atom (voix)
- 2018 : Magic : The Gathering Arena : Ral Zarek (voix)

## Distinctions

### Récompenses
- 2006 :
  - ShoWest Convention, USA : Male Star of Tomorrow
  - Scream Awards : Meilleur super-héros pour Superman Returns
  - Academy of Science Fiction, Fantasy & Horror Films, USA : Rising Star Award
- 2007 : 
  - Academy of Science Fiction, Fantasy & Horror Films, USA : Meilleur acteur pour Superman Returns
  - Empire Awards, UK : Best Male Newcomer pour Superman Returns
  - Saturn Awards 2007 : Meilleur Acteur pour Superman Returns
- 2010 : IGN Summer Movie Awards : Meilleur vilain de télévision pour Chuck

### Nominations
- 2006 : 
  - Scream Awards : Breakout Performance pour Superman Returns
  - Scream Awards : Meilleur vilain pour Scott Pilgrim
  - Teen Choice Awards : Movies - Choice Breakout (Male) pour Superman Returns
  - Teen Choice Awards : Movie - Choice Rumble pour Superman Returns
  - Teen Choice Awards : Movies - Choice Chemistry pour Superman Returns

## Voix francophones
En version française, Brandon Routh est principalement doublé par Adrien Antoine, depuis Superman Returns en 2006. Il le retrouve dans Zack et Miri tournent un porno, Chuck, Dylan Dog et les séries du Arrowverse.
En parallèle, Brandon Routh est doublé par Emmanuel Garijo dans Scott Pilgrim, Alexandre Coadour dans 400 Days, Raphaël Cohen dans Neuf vies pour Noël et Benoît Du Pac dans With Love (en).
En version québécoise, il est doublé par Martin Watier dans Le Retour de Superman, Nicolas Charbonneaux-Collombet dans Zack et Miri font un porno, David Laurin dans Scott Pilgrim vs le monde et Philippe Martin dans La Ligue des Braves (en).